# Friseurschere

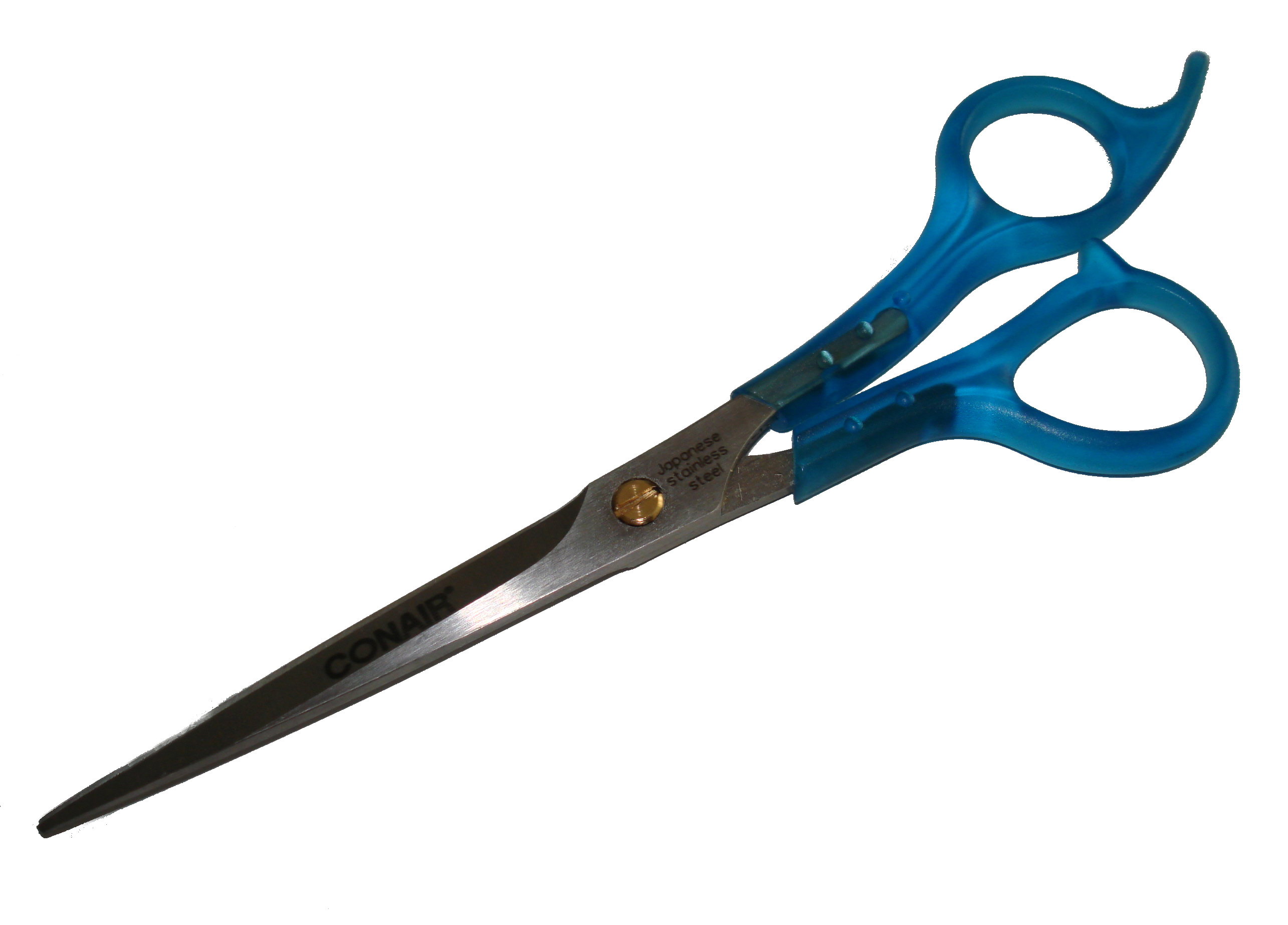
Eine Friseurschere

Eine Friseurschere ist eine spezielle Handschere, die bei fast allen professionellen Friseuren oder Friseurinnen zum Einsatz kommt. Friseurscheren und damit auch die Schneiden bestehen häufig aus rostfreien oder rostbeständigen Stahllegierungen.

## Ausführungen
Bei Friseurscheren, auch Haarschneidescheren genannt, sind verschiedene Faktoren zu beachten: Größe und Form, der Schliff, mit dem die Klingen der Scherenblätter versehen sind, das Material und der Verwendungszweck. Neben der klassischen Haarschneideschere unterscheidet man zwischen gewöhnlichen Friseurscheren, Effilier-, Modellier- und Slice-Scheren.
Zudem gibt es die sogenannten „heißen Scheren“, die vorrangig für lange Haare benutzt werden. Damit sollen die Haarspitzen beim Schneiden versiegelt und somit dem Spliss vorgebeugt werden. Für Linkshänder gibt es spezielle Linkshandscheren.

### Aufbau der Friseurschere

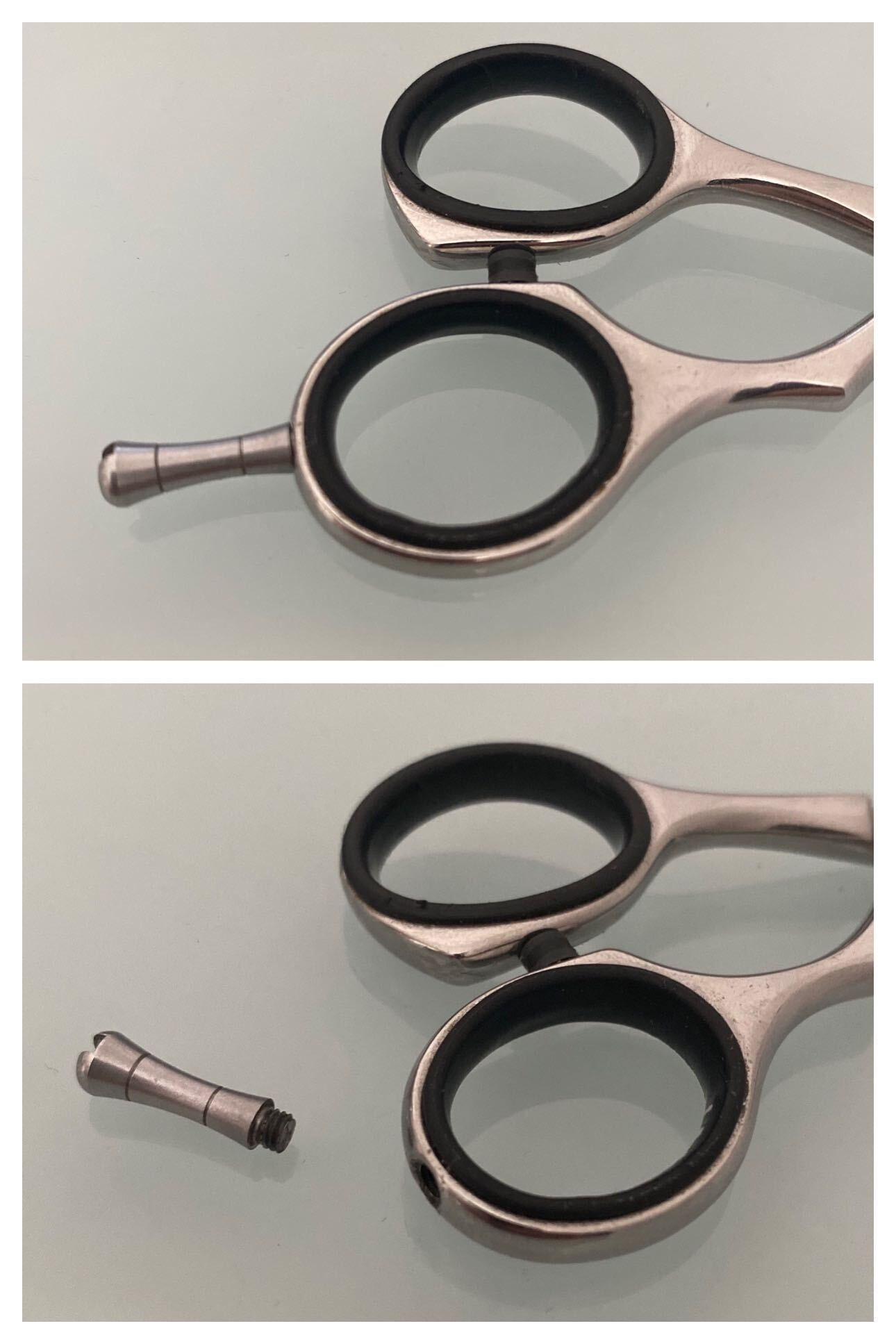
Fingerhaken einer Haarschneideschere zum An- oder Abschrauben

Eine Friseurschere besteht im Aufbau aus zwei Scherenblättern mit Schneiden, dem Scherenschloss, bzw. der Schraube, zwei Schenkeln und zwei Augen. Darüber hinaus kann sie an einem Auge über einen sogenannten Fingerhaken verfügen, der entweder fester Bestandteil des Auges ist oder abgeschraubt werden kann. Dieser Fingerhaken erleichtert die Handhabung und Führung der Schere. Die Schraube kann, je nach Ausführung der Schere, verstellt werden.

### Schneidblätter
Die Schneidblätter der Haarschneideschere können entweder glatt sein oder eine Mikrozahnung aufweisen. Die Mikrozahnung eignet sich besonders für präzises Schneiden, da die Haare nicht wie bei glatten Klingen vorgeschoben werden. Für das Ausdünnen oder das sogenannte Slicen der Haare eignet sich wiederum eine glatte Klinge.

### Form
Für den Friseur spielt die Ergonomie der Schere eine große Rolle. Daher sollten Größe und Form den Bedürfnissen des Nutzers angepasst sein.

#### Klassische Form
Bei dieser Form sind die Schenkel und Scherenblätter gleich lang und gleich geformt. Die Augen sitzen mittig auf den Schenkeln.

#### Ergonomische Form
Charakteristisch ist häufig einer der Schenkel gebogen oder geknickt. Kennzeichnend für diese Form ist grundsätzlich die unterschiedliche Länge der Scherenschenkel. Einer ist länger als der andere, wodurch die Augen nicht auf einer Höhe liegen. Diese Form ist für ausdauerndes Arbeiten konzipiert, da sie auf die Haltung von Hand und Finger sowie Daumen ausgerichtet ist. Insbesondere bei dieser Form ist darauf zu achten, dass man je nach Präferenz eine Links- oder Rechtshandschere braucht.

#### Chiroform
Im Unterschied zur klassischen Form sind hier die Augen der Schere nach außen gerichtet.

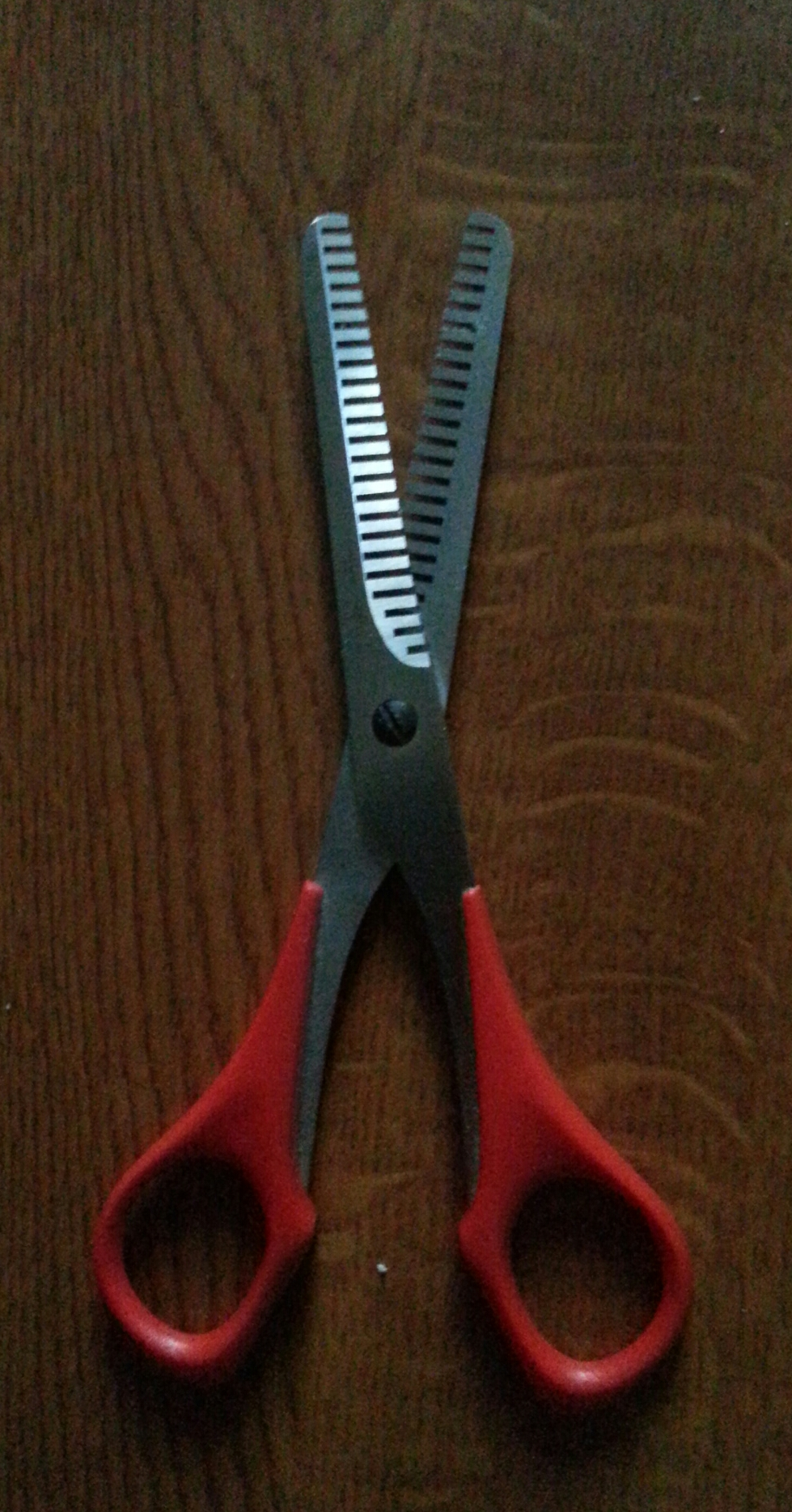
Effilierschere

### Effilierschere
Effilierscheren sind Scheren, die auf beiden Seiten gezahnt sind. Die Schneideblätter sind abwechselnd eingekerbt, um nicht alle Haare zu erfassen. Mit einer Effilierschere werden nur die Haare (meist ein Drittel) erfasst, die sich während des Schnitts zwischen den speziellen Zähnen befinden. Das Schneiden mit dieser Schere bewirkt ein „Ausdünnen“ der Haare, welches dem Toupieren der Haare dient.

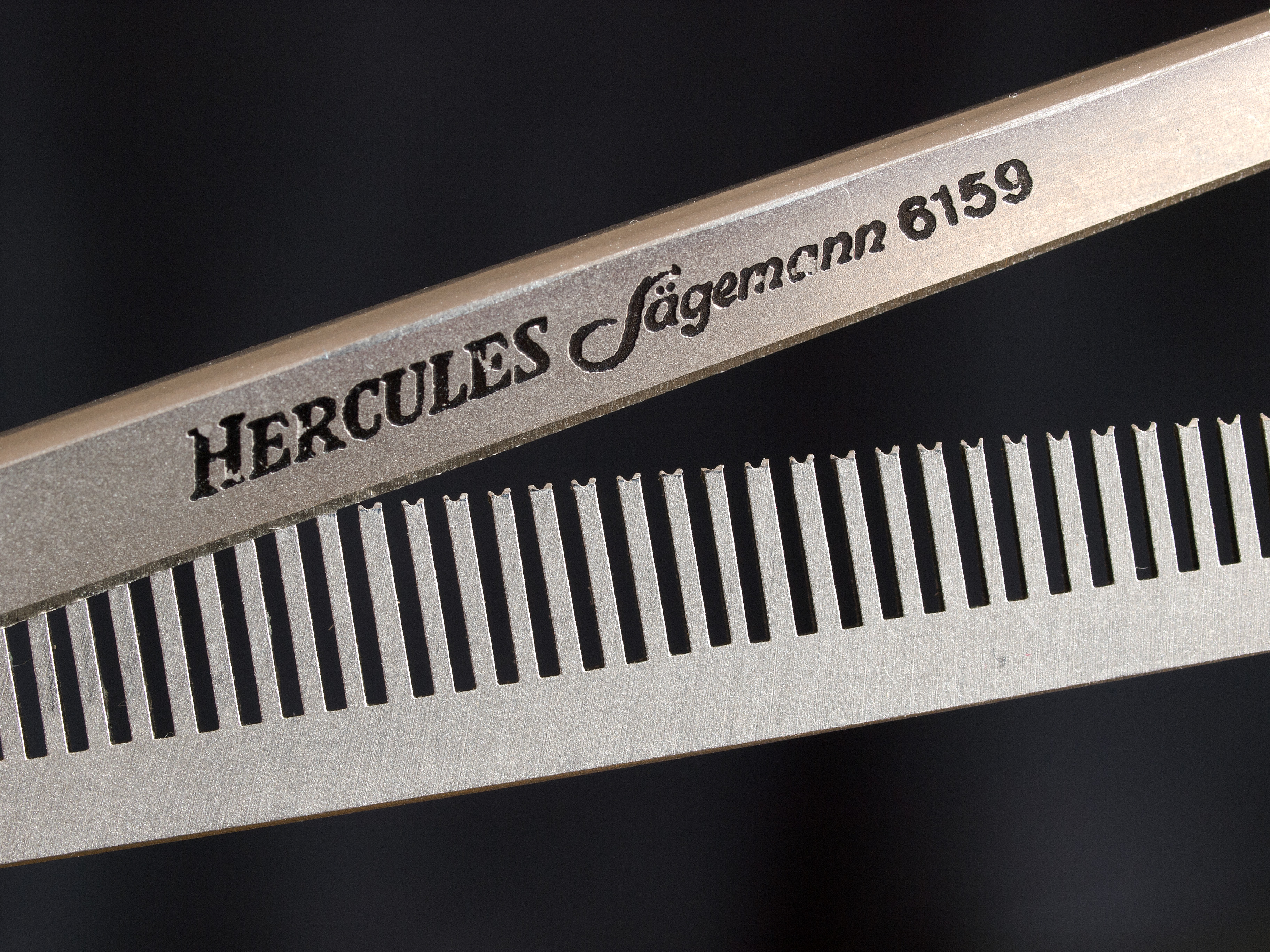
Blätter einer Modellierschere

### Modellierschere
Modellierscheren sind wie Effilierscheren gezahnt, jedoch nur auf einer Seite.
Diese Schere erfasst mehr Haare als die Effilierschere.

### Sliceschere
Slicescheren verfügen über einen Hohlschliff, wodurch die Schneide scharf bleibt. Darüber hinaus sind sie in der Regel mehrfach feinpoliert und haben einen Handabzug, wodurch sie um ein Vielfaches schärfer sind als „normale Scheren“.

### Linkshandschere
Haarscheren speziell für Linkshänder als Effilier-, Modellier- oder auch Sliceschere.